# Дей (месец)
Дей (на персийски: دی) е десетият месец на годината според иранския календар. Той се състои от 30 дни и е първи месец на зимата. Спрямо Григорианския календар месец дей е между 22 декември и 20 януари.

## Етимология
Месеците на иранския календар носят имената на зороастрийските божества. Дей произлиза от авестийската дума daδuuah/daθuš, която в превод означава творец и се използва като епитет за Ахура Мазда.

## Празници
- 1 дей – Рождество на Слънце, Ден на радостта (на персийски: خرم روز – Хоррам-руз).

- 14 дей – Празник на чесъна (на персийски: سیرسور – Сире-сур), празник на вегетарианство.